# Глен Берни (Мериленд)
Глен Берни (енгл. Glen Burnie) насељено је место без административног статуса у америчкој савезној држави Мериленд.

## Демографија
По попису из 2010. године број становника је 67.639, што је 28.717 (73,8%) становника више него 2000. године.
| Група             | 2000.          | 2010.          |
| Белци             | 31.038 (79,7%) | 42.734 (63,2%) |
| Афроамериканци    | 5.263 (13,5%)  | 14.856 (22,0%) |
| Азијати           | 933 (2,4%)     | 2.686 (4,0%)   |
| Хиспаноамериканци | 958 (2,5%)     | 5.368 (7,9%)   |
| Укупно            | 38.922         | 67.639         |